# Stora frosten 1709

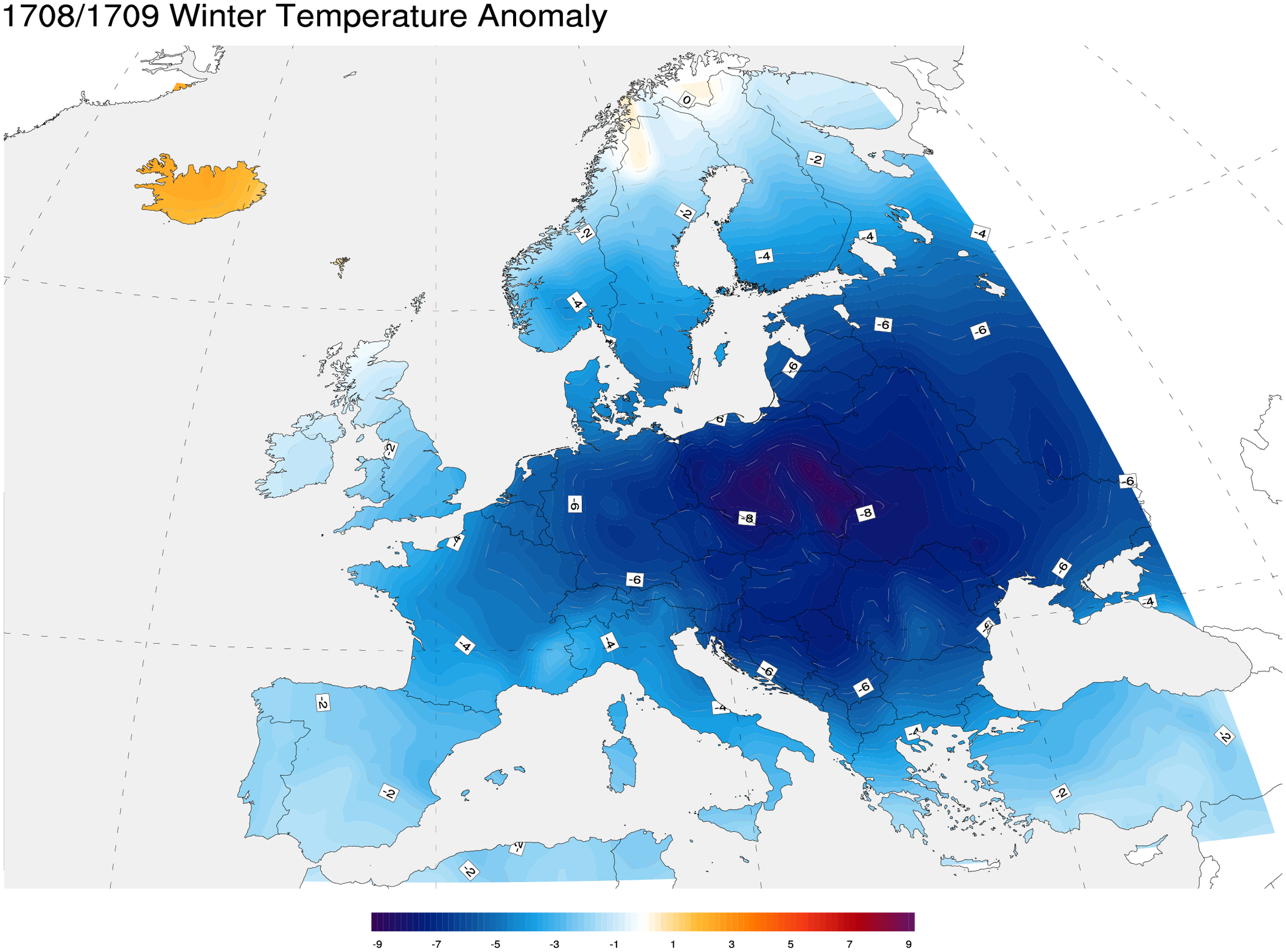
Temperaturanomalier vintern 1708/9 i jämförelse med perioden 1971-2000.

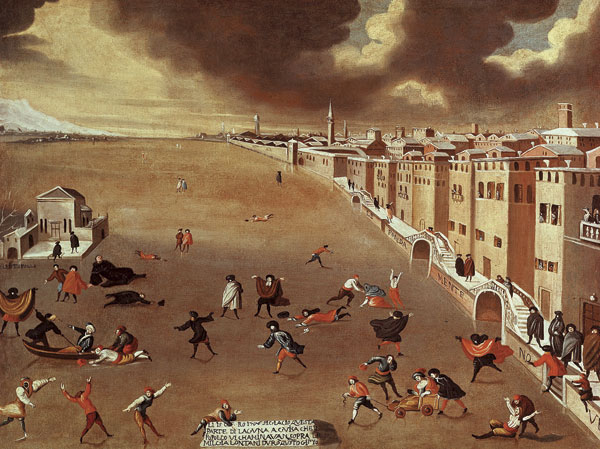
Isläggning på Venediglagunen 1708.

Stora frosten 1709 var den ovanligt kalla vintern i Europa 1708–1709, vilken visade sig vara den kallaste i Europa på 500 år. Den stränga kylan inträffade under en period av låg solfläcksaktivitet, vilken också kallas för Maunderminimum och som inföll cirka 1645–1715.

## Temperaturobservationer
William Derham i Upminster, cirka 25 km nordost om London, noterade den 5 januari 1709 temperaturen −12 °C, den lägsta temperatur sedan han började mäta 1697. Andra samtida observatörer i Europa skall också ha nedtecknat temperaturer på −12 °C. Derham skrev i Philosophical Transactions att "Jag tror att frosten var större (om inte mer universell) än någon annan i mannaminne." Françoise-Marie de Bourbon, hertiginna av Orléans, anses ha skrivit till sin faster, att "Aldrig i mitt liv har jag upplevt en vinter som denna."

## Hungersnöder
Frankrike drabbades svårt, med följande hungersnöd som under sent 1710 hade kostat 600 000 människoliv. Eftersom hungersnöden pågick under det spanska tronföljdskriget, menade vissa nationalister att ingen dog av svält alls i Frankrike under 1709. Den stränga vintern anses ha varit en orsak till att många pfalzare emigrerade till Storbritannien och dess amerikanska kolonier.

## Modern forskning
Händelsen har uppmärksammats av många klimatforskare i samband med Europeiska unionens millenniumprojekt, då de inte kan relatera kalla vintrar i Europa under modern tid, med 1709 års händelser. Klimatforskaren Dennis Wheeler vid universitetet i Sunderland menade att "Något ovanligt ser ut att ha hänt".
Moderna klimatmodeller ansees inte fungera för att förklara 1709 års förhållanden.

### Fotnoter
1. 1 2 3  Pain, Stephanie (7 February 2009), ”1709: The year that Europe froze”, New Scientist, http://www.newscientist.com/article/mg20126942.100-1709-the-year-that-europe-froze.html?full=true.
2. ↑  Luterbacher, Jürg; Dietrich, Daniel; Xoplaki, Elena; Grosjean, Martin; Wanner, Heinz (2004), ”European Seasonal and Annual Temperature Variability, Trends, and Extremes Since 1500”, Science 303 (5663):  1499–1503, doi:10.1126/science.1093877
3. ↑  Derham, W. (1708/1709), ”The History of the Great Frost in the Last Winter 1703 and 1708/9”, Philosophical Transactions (1683–1775) 26:  454–478, doi:10.1098/rstl.1708.0073.
4. ↑  Monahan, W. Gregory (1993), Year of Sorrows: The great famine of 1709 in Lyon, Columbus: Ohio State University Press, s. 125–153, ISBN 0-8142-0608-5.
5. ↑  (franska) Lachiver, Marcel (1991), Les Années De Misère: La famine au temps du Grand Roi, 1680–1720, Paris: Fayard, s. 361, 381–382, ISBN 2-213-02799-4.
6. ↑  Ó Gráda, Cormac & Chevet, Jean-Michel (2002), ”Famine and Market in Ancien Régime France”, Journal of Economic History 62 (3):  706–733, doi:10.1017/S0022050702001055, PMID 17494233.
7. ↑  ”Millennium European climate”, Department of Geography, Masaryk University, 26 januari 2009, http://www.geogr.muni.cz/millennium/